# ألا خلدي
ألا خلّدي هو النشيد الوطني لتونس بين 1958 و1987. وتم العمل به بعد الإطاحة بالملكية وعوض بذلك سلام الباي.
قامت وزارة التربية والتعليم في 1958 بمسابقة لاختيار النشيد الوطني شارك فيها 53 شاعرا و23 موسيقيا. تم فرز المشاركات من قبل لجنة من الوزارة التي اختارت عمل الشاعر جلال الدين النقاش والملحن صالح المهدي (الذي كان يشغل منصب مدير المعهد الموسيقي بتونس). ثم عرضت الأعمال دون الإفصاح عن النشيد المختار على الرئيس الحبيب بورقيبة الذي وافق على الاختيار. أصبح النشيد رسميا في 20 مارس 1958.
ولكن كان هذا النشيد يشير صراحة إلى شخص الرئيس الحبيب بورقيبة : « نـخـوض اللهيـب بروح الـحبيب زعيـم الوطن ». لذلك بعد الإطاحة ببورقيبة في 7 نوفمبر 1987، عوض ألا خلّدي بحماة الحمى في 12 نوفمبر

## روابط إضافية
- كلمات ألا خلّدي
- تدوين موسيقى ألا خلّدي
- نسخة موسيقيّة من ألا خلّدي (ميدي)
- نسخة موسيقيّة مطوّلة من ألا خلّدي (ميدي)